# La Poule noire
Pour les articles homonymes, voir La Poule noire (homonymie).
La Poule noire, également connue en français sous le nom de La Poule aux œufs d'or, est un grimoire qui propose d'enseigner la « science des talismans et des anneaux magiques », ainsi que l'art de la nécromancie et de la Kabbale. 
On pense qu'il a été écrit au XVIIIe siècle par un officier français anonyme qui a servi dans l'armée de Napoléon. Le texte prend la forme d'un récit centré sur cet officier français lors de l'expédition d'Égypte menée par Napoléon (mentionné comme étant « le génie ») lorsque son unité est subitement attaquée par des bédouins. L'officier français serait parvenu à s'échapper de l'attaque, mais aurait été le seul survivant. Un vieil homme turc lui serait apparu soudainement parmi les pyramides et l'aurait conduit dans une chambre secrète à l'intérieur d'une des pyramides. Il l'aurait soigné et aurait partagé avec lui des enseignements magiques d'anciens manuscrits qui aurait échappé à l'incendie de la bibliothèque d'Alexandrie.
Le livre contient des instructions sur la création d'artefacts magiques comme des bagues talismaniques et des amulettes, et sur la façon de maîtriser leurs pouvoirs extraordinaires. L'artefact magique le plus notable du livre est peut-être la poule noire, également connue sous le nom de « poule aux œufs d'or », créature fameuse que l'on trouve dans les fables d'Ésope et dont l'histoire a été reprise par Jean de la Fontaine. La maison d'édition associative française Le Grimoire affirme que la personne qui comprend et obtient le pouvoir d'élever cette poule disposerait d'une richesse infinie.
Cet ouvrage a souvent été associé à deux autres textes : Le Grand Grimoire (aussi appelé Dragon rouge), et La Chouette noire. Ce dernier est également connu sous le nom de La Poule noire ou encore le Trésor du vieillard des Pyramides. Il s'agit en fait d'une version alternative de La Poule noire originale avec seulement quelques modifications.